# تیم ملی فوتبال زنان پرتغال
تیم ملی فوتبال زنان پرتغال نمایندهٔ فوتبال زنان این کشور در رده ملی است. این تیم تحت نظارت فدراسیون فوتبال پرتغال (اف پی اف) قرار دارد و به عنوان یکی اعضای یوفا در رقابتهای متفاوت بین‌المللی مانند جام جهانی فوتبال زنان، مسابقات زنان جام یوفا، المپیک تابستانی و جام آلگاروه شرکت می‌کند.
تیم ملی فوتبال زنان پرتغال در مسابقات بین‌المللی با مشکل روبروست و از صعود به رقابتهای جام جهانی فوتبال زنان و مسابقات زنان جام یوفا که صحنه‌های جهانی هستند در تمامی دوران برگزاری بازمانده و با آن دست به گریبان است.